# Kayne Vincent
Kayne Vincent (* 29. říjen 1988) je novozélandský fotbalista.

## Reprezentační kariéra
Kayne Vincent odehrál za novozélandský národní tým v roce 2014 celkem 1 reprezentační utkání.

## Statistiky
| Nový Zéland | Nový Zéland | Nový Zéland |
| Roky        | Zápasů      | Gólů        |
| ----------- | ----------- | ----------- |
| 2014        | 1           | 0           |
| Celkem      | 1           | 0           |